# Lasianthus simizui
Lasianthus simizui är en måreväxtart som först beskrevs av Tang S.Liu och J.M.Chao, och fick sitt nu gällande namn av Hua Zhu. Lasianthus simizui ingår i släktet Lasianthus och familjen måreväxter.
Artens utbredningsområde är Taiwan. Inga underarter finns listade i Catalogue of Life.